# Liste des anciens territoires formant la Belgique contemporaine
La liste des anciens territoires formant la Belgique contemporaine recense les territoires existant sous l'Ancien Régime qui forment aujourd'hui le royaume de Belgique.

## Histoire
Par les articles 3 et 4 du traité de Campo-Formio du 18 octobre 1797, la maison d'Autriche en la personne de l'empereur François II renonce pour elle et ses successeurs à tous ses droits sur les territoires qu'elle possède dans l'actuelle Belgique, et les cède à perpétuité à la République française : « Sa Majesté l'Empereur, Roi de Hongrie et de Bohême, renonce pour elle et ses successeurs en faveur de la République française, à tous ses droits et titres sur les ci-devant provinces belgiques, connues sous le nom de Pays-Bas autrichiens. La République française possédera ces pays à perpétuité, en toute souveraineté et propriété, et avec tous les biens territoriaux qui en dépendent ».
Les droits féodaux de la maison d'Autriche sont ainsi transférés à la France. Après le congrès de Vienne de 1815, ces territoires reviennent aux états successeurs, le royaume uni des Pays-Bas puis le royaume de Belgique, à l'exception des cantons d'Eupen, Malmédy et Saint-Vith rattachés au royaume de Prusse de 1815 à  1919.

## Duchés
| Nom                   | Armes | Histoire | Date                  | Carte |
| --------------------- | ----- | --- | --------------------- | ----- |
| - Duché de Brabant    |       | Le duché de Brabant était un État féodal issu du démembrement de la Basse-Lotharingie en 1106 et intégré au Saint-Empire jusqu'à ce qu'il soit partagé, de fait en 1581 et en droit en 1648 : le nord devint une des entités des Provinces-Unies et le sud resta dans l'Empire jusqu'en 1794 où il fut divisé en deux départements français. Selon les époques, il a pu couvrir l'actuelle province néerlandaise de Brabant-Septentrional, les provinces belges d'Anvers, du Brabant wallon et de Brabant flamand et les villes de Berg-op-Zoom, Anvers, Louvain, Malines, Ninove, Grammont, Vilvorde, Tirlemont, Grimbergen, Nivelles, Gembloux, Sombreffe, Jodoigne, Turnhout et Bruxelles — qui en devient la capitale au XVe siècle. | 1183 – 1794 (611 ans) |       |
| - Duché de Bouillon   |       | | 1456 – 1794 (338 ans) |       |
| - Duché de Limbourg   |       | | 1101 – 1795 (694 ans) |       |
| - Duché de Luxembourg |       | | 1353 – 1795 (442 ans) |       |

## Principautés
| Nom                               | Armes | Histoire | Date                  | Carte |
| --------------------------------- | ----- | -------- | --------------------- | ----- |
| - Principauté de Liège            |       |          | 985 – 1795 (810 ans)  |       |
| - Principauté de Stavelot-Malmedy |       |          | 651 – 1794 (1143 ans) |       |

## Comtés
| Nom                | Armes | Histoire | Date                  | Carte |
| ------------------ | ----- | -------- | --------------------- | ----- |
| - Comté de Dalhem  |       |          | 1080 – 1797 (717 ans) |       |
| - Comté de Flandre |       |          | 866 – 1795 (929 ans)  |       |
| - Comté de Hainaut |       |          | 900 – 1797 (897 ans)  |       |
| - Comté de Horn    |       |          | 920 – 1795 (875 ans)  |       |
| - Comté de Looz    |       |          | 1040 – 1795 (755 ans) |       |
| - Comté de Namur   |       |          | 981 – 1795 (814 ans)  |       |

## Seigneuries
| Nom                     | Armes | Histoire | Date                 | Carte |
| ----------------------- | ----- | -------- | -------------------- | ----- |
| - Seigneurie de Malines |       |          | 910 – 1795 (885 ans) |       |